# Игнатов, Владислав Михайлович
Владисла́в Миха́йлович Игна́тов (8 марта 1958, Москва — 23 сентября 2015, Москва) — российский предприниматель, государственный и политический деятель, депутат Государственной думы Федерального собрания Российской Федерации III созыва (1999—2001), аудитор Счётной палаты Российской Федерации (2001—2005), кандидат юридических наук. Полковник запаса.

## Биография

### Детство и юность
Родился 8 марта 1958 года в Москве. Двоюродный дедушка — капитан Николай Моисеенко-Великий. Другой дед воевал в составе Первой Конной армии С. М. Буденного, затем руководил разведывательной школой на Дальнем Востоке, где погиб от рук диверсантов. Родители — участники Великой Отечественной войны, члены Союза писателей СССР.
Сменил за время учёбы несколько московских школ — «Вторую школу», Спецшколу № 17 и др.
В 1980 году Игнатов окончил факультет автоматики и вычислительной техники Московского института нефтехимической и газовой промышленности им. И. М. Губкина по специальности «инженер информационно-измерительной техники».

### Карьера
После университета по распределению был направлен инженером-стажёром во ВНИИ «Геофизика» (Москва), где проработал до 1982 года. В 1983 году добровольно уехал на лесозаготовки в колхоз им. Жданова (Покровский район Орловской области), позже стал заместителем начальника этого участка. С 1987 по 1990 год являлся экспедитором кооператива «Земля» исполкома Красногвардейского районного Совета народных депутатов (Москва).
В 1990 году занялся бизнесом, стал генеральным директором АОЗТ «ВИГ» (Москва), а с 1995 по 1998 год в той же организации работал заместителем начальника службы безопасности.
В 1998—1999 годах — президент ООО Фирма «Вастомъ» (Москва). Председатель совета директоров инвестиционной компании «Теракон» (с 1998). В 1999 году — первый заместитель генерального директора ГУП «Центрмоспродрынок» (Москва).
19 декабря 1999 года баллотировался в Государственную Думу Федерального Собрания Российской Федерации III созыва, номер 11 федерального списка «Блок Жириновского». Избран, член Фракции ЛДПР, член Комитета по бюджету и налогам, член Комиссии по борьбе с коррупцией.
В 2000 году Игнатов был один из инициаторов проведения первого Кубка Российской Любительской хоккейной лиги (РЛХЛ, позднее — Ночная хоккейная лига), в котором его команда заняла второе место.
В январе 2001 проводил открытые парламентские слушания по борьбе с незаконным оборотом наркотиков. По его данным, в наступившем году приток наркотических веществ в Россию мог увеличиться втрое. Владислав называл коррупцию — основой незаконного оборота наркотиков.
Также выступал с законодательной инициативой — принять поправки в Уголовный кодекс РФ о введении смертной казни за совершение и организацию таких преступлений, как транзит наркотиков, оптовая торговля ими, содержание наркопритонов, вовлечение малолетних в употребление наркотиков. Госдума проект не поддержала, но увеличила сроки наказания.
Выступал за развитие хоккея и активное строительство крытых хоккейных площадок. Этот спорт Владислав противопоставлял наркоагрессии.

Ныне реальные цифры таковы: от 2,5 до 3 миллионов россиян употребляют наркотики. Причем 2 миллиона из них — героинозависимые, в том числе 1 миллион — дети от 12 до 18 лет. Страшные цифры! И если не бороться с этим «торнадо», можно со временем натолкнуться на полное уничтожение генофонда нации.
В составе официальных думских делегаций во главе с Жириновским в 2000—2001 годах несколько раз посещал Чечню, Ирак и Иран.
Председатель Национального антикоррупционного комитета (июль 2001 — ноябрь 2003). Затем — член Президиума комитета.
5 апреля 2001 года Государственной Думой был назначен аудитором Счётной палаты Российской Федерации, в связи с чем сложил полномочия депутата. В Счётной палате занимался вопросами контроля за учетом, приватизацией и управлением государственной собственностью. Вместе с коллегами проводил Анализ процессов приватизации государственной собственности в Российской Федерации за период 1993—2003 годы, который выявил ущерб государству в размере 45 млрд рублей. Был известен скандальными проверками и раскрытием коррупционных схем. Завершил полномочия 18 февраля 2005 года. После, не назначен Думой на новый срок — снял свою кандидатуру после неподдержки Бюджетным комитетом.
В декабре 2001 года Владислав Игнатов обратился к главе РФФИ Владимиру Малину с предложением отложить продажу госпакета акций Восточной нефтяной компании (ВНК), считая, что ЮКОС, как владелец контрольного пакета акций, накануне аукциона вывел из ВНК часть активов. Торги были перенесены на 2002 год.
В 2002 году провёл проверку АК «АЛРОСА» (ПАО), где нашел нарушения при акционировании и потерю контроля государства над компанией.
В должности аудитора проводил скандальную проверку ОАО «Башнефть» в 2003 году, выявившую «беспрецедентные» государственные хищения. Контроль над компанией принадлежал структурам Урала Рахимова (сына Муртазы Рахимова, бывшего президента Республики Башкортостан) через ряд организаций.
И только осенью 2014 года Арбитражный суд, заявив, что данные коллегии Счётной палаты (направленные во все органы исполнительной власти) — не повод считать, что российские власти и Росимущество знали о сделках по приватизации, обвинил Рахимова-младшего в незаконном присвоении, легализации и продаже АФК «Система» акций «Башнефти». По подсчётам Игнатова, сумма, которую должно получить государство с раскрытия этой коррупционной схемы от обвиняемых, приравнивается к 1 триллиону рублей, с учётом дивидендов с акций за прошедшие года.
Во время работы в Счётной палате также проводил аудит Российской Академии Наук. У Академии в аренде для проживания молодых малоимущих учёных была Гостиница «Спорт» — государственная собственность. При проверке Владислав вместе с сотрудниками МВД обнаружили там субарендаторов и даже боевиков Северного Кавказа с оружием.
С мая 2005 по 2013 год являлся внештатным советником председателя Счётной палаты Сергея Степашина.
В 2007 году участвовал в Парламентских выборах в Государственную Думу РФ, являясь первым номером в региональном списке ЛДПР. Баллотировался как главный кандидат от партии в Мурманской области, уступил только кандидату от Единой России, набрав 12,9 % против 55,1 % голосов.
После проигранных выборов в 2007 году Игнатов продолжил заниматься бизнесом.
Доверенное лицо кандидата на должность Президента РФ Владимира Жириновского на выборах в 2008 и 2012 годах.
Накануне Президентских выборов, принимал участие в телепередачах в поддержку Жириновского.
Заместитель председателя НП «Межрегиональный совет по развитию лесной отрасли» с 2012 года.
Скончался в Москве 23 сентября 2015 года после продолжительной болезни — лейкемии. Похоронен на Ваганьковском кладбище.

## Личная жизнь
Был женат четыре раза. Четверо детей — две дочки и два сына.
Активно занимался спортом — хоккеем, горными лыжами и колкой дров.
Играл в составе собственной хоккейной команды в РЛХЛ — «Вастомъ» (Москва).
В 2001 году в составе сборной ветеранов и любителей играл в хоккейном матче против Александра Лукашенко и его команды в ходе визита Президента Белоруссии в Москву.

## Награды и премии
- Орден святого благоверного князя Даниила Московского III степени (Русская Православная Церковь, 30 декабря 2002) — во внимание к помощи в строительстве Храма Богоявления Господня на монастырском подворье Храма Успенья Б. М. на Городке;
- Знак «За заслуги в экспертной работе» (Счётная палата Российской Федерации);
- Памятный знак «200 лет Министерству обороны Российской Федерации» (2003);
- Медаль «В память 300-летия Санкт-Петербурга» (2003);
- Всероссийская премия «Российский национальный Олимп» (2003) — Государственный Служащий России 2002—2003[34];
- Национальная премия им. Петра Великого (2003) — за значительный личный вклад в укрепление законности и правопорядка в России[35].